# Colne Grand Prix
Le Colne Grand Prix est une course cycliste britannique disputée dans la ville anglaise de Colne, au nord-est du Lancashire. Créée en 2004,, cette compétition se déroule sur un circuit fermé de 800 mètres parcouru à plusieurs reprises. Elle fait partie du calendrier du British Cycling Elite National Circuit Series. 
Des cyclistes réputés comme Bradley Wiggins, Steve Cummings, Malcolm Elliott ou Ed Clancy sont montés sur le podium de cette épreuve par le passé.

## Palmarès

### Hommes
| Année     | Vainqueur            | Deuxième        | Troisième         |              |
| --------- | -------------------- | --------------- | ----------------- | ------------ |
| 2004      | Russell Downing      | Bradley Wiggins | Chris Newton      |              |
| 2005      | Chris Newton         | Steve Cummings  | Paul Manning      |              |
| 2006      | Evan Oliphant        | Tony Gibb       | Ian Wilkinson     |              |
| 2007      | Simon Gaywood        | Russell Downing | Gordon McCauley   |              |
| 2008      | Ian Wilkinson        | Malcolm Elliott | Russell Downing   |              |
| 2009      | Russell Downing      | Rob Hayles      | Dean Downing      |              |
| 2010      | Dean Downing         | Ian Wilkinson   | Ed Clancy         |              |
| 2011      | Ed Clancy            | Dean Downing    | Dean Windsor (en) |              |
| 2012      | Russell Hampton (de) | Graham Briggs   | Dean Downing      |              |
| 2013      | Ed Clancy            | Dean Downing    | Felix English     |              |
| 2014      | Graham Briggs        | Dean Downing    | Andrew Hawdon     |              |
| 2015      | Andrew Hawdon        | Matt Cronshaw   | Felix English     |              |
| 2016      | Graham Briggs        | Tom Moses       | Matt Cronshaw     |              |
| 2017      | Brenton Jones        | Matthew Bostock | Harry Tanfield    |              |
| 2018      | Joey Walker          | Matthew Bostock | Chris Latham      |              |
| 2019      | Matthew Bostock      | Jon Mould       | Oliver Wood       |              |
| 2020-2021 | Pas organisé         | Pas organisé    | Pas organisé      | Pas organisé |
| 2022      | Robert Scott         | Jacob Scott     | Joshua Giddings   |              |
| 2023      | Tim Shoreman         | Leon Mazzone    | Dan Barnes        |              |
| 2024      | Matthew Bostock      | Robert Scott    | Jacob Scott       |              |
| 2025      | Matias Malmberg      | Matthew Bostock | Frank Longstaff   |              |

### Femmes
| Année | Vainqueur    | Deuxième     | Troisième    |
| ----- | ------------ | ------------ | ------------ |
| 2024  | Sophie Lewis | Eilidh Shaw  | Lucy Glover  |
| 2025  | Anna Morris  | Sophie Lewis | Megan Barker |